# Авджы, Тургай
Тургай Авджы (тур. Turgay Avcı; род. 1959, Ларнака) ― политический деятель Турецкой Республики Северного Кипра. Вице-премьер и министр иностранных дел ТРСК в 2006―2009 годах. Бывший лидер Партии свободы и реформ. 

## Биография
Авджы родился в Ларнаке в 1959 году. После окончания средней школы имени Намыка Кемаля в Фамагусте он изучал электротехнику и электронику в Американском университете Бейрута, который окончил в 1985 году. Получил степень магистра в области делового администрирования в Восточно-Средиземноморском университете в 1992 году. Имеет докторскую степень в области администрирования и организации, которую получил от Университета Чукорова.
Тургай Авджы был членом Центра исследований и имплементации им. Ататюрка на Северном Кипре и членом Совета государственного телевидения (BRT). Также был членом  Комиссии по специализации, Рабочего комитета по генеральному плану туризма, Консультативного комитета по туризму и Комитета по кадрам и образованию. На всеобщих выборах 14 декабря 2003 года, а затем и на досрочных выборах 20 февраля 2005 года Авджы был избран в Ассамблею ТРСК от Партии национального единства, баллотировавшись на избирательном округе Фамагусты. Некоторое время занимал должность Генерального секретаря Партии национального единства, но вскоре  вышел их её рядов и учредил Партию свободы и реформ. Принимал участие в работе коалиционного правительства Республиканской турецкой партии и Партии свободы и реформ, которое было сформировано 25 сентября 2006 года, в качестве вице-премьера и министра иностранных дел. На посту министра иностранных дел занялся вопросами снятия эмбарго и нормализацией отношений с Сирией.